# يوري ميتروبولسكي
يوري ميتروبولسكي (بالأوكرانية: Олексійович Митропольський) (3 يناير 1917- 2008) هو عالم رياضيات سوفيتي وأوكراني كان من أكثر مجالاته في الأنظمة الديناميكية والتذبذبات غير الخطية. ولد في محافظة بولتافا وتوفي في كييف. حصل على درجة الدكتوراه من جامعة كييف، تحت إشراف عالم الفيزياء النظرية والرياضيات نيكولاي بوجوليوبوف. ميتروبولسكي هو أحد أكثر علماء الرياضيات المعروفين الذين ينشرون أعمالهم بالاشتراك مع باحثين آخرين، مع 240 متعاونًا على الأقل.

## إسهامات
- طريقة تقارب كريلوف-بوغوليوبوف-ميتروبولسكي